# Pest bij kleine herkauwers
Pest bij kleine herkauwers of pest van de kleine herkauwer, afgekort PPR (als afkorting van het Franse Peste des petits ruminants), is een virusziekte bij geiten en schapen. Het virus (PPRV, Peste des petits ruminants virus) is nauw verwant aan het runderpestvirus in tegenstelling tot wat lang werd gedacht, geen variant van runderpest dat de virulentie in runderen heeft verloren. Naast schapen kunnen ook runderen en varkens besmet worden met het kleineherkauwerspestvirus, bij deze diersoorten verloopt de ziekte vaak volledig subklinisch. Voor mensen vormt kleine herkauwerspest geen bedreiging want mensen kunnen niet besmet worden met het kleineherkauwerspestvirus. Pest bij kleine herkauwers staat op de A-lijst van de OIE (Wereldorganisatie voor diergezondheid) vanwege de grote economische gevolgen die de ziekte kan hebben.

## Ziekteverwekker
Het virus dat de ziekte veroorzaakt is een (-)ssRNA-virus van het geslacht Morbillivirus uit de familie Paramyxoviridae. Tot het geslacht Morbillivirus hoort ook het mazelenvirus.
Eigenschappen:
- uitgeschakeld na 60 minuten op 60°C
- stabiel in een pH tussen 4,0 en 10,0
- vatbaar voor alcohol en ether
- vatbaar voor carbolzuur en de meeste andere ontsmettingsmiddelen
- kan een lange tijd overleven in bevroren weefsel

## Besmetting
Pest bij kleine herkauwers heeft een incubatietijd van 3-10 dagen. Het kleineherkauwerspestvirus kan slecht overleven buiten de gastheer, daarom kan het virus alleen overgedragen worden door direct contact van zieke dieren met voor het virus vatbare dieren. Het kleineherkauwerspestvirus zit met name in de uitvloeiing uit de neus en ogen van de zieke dieren, maar kan ook voorkomen in sperma en melk van een besmet dier.

## Ziekteverschijnselen
De ernst van de ziekteverschijnselen is afhankelijk van de mate waarin het dier weerstand heeft opgebouwd tegen het kleineherkauwerspestvirus. Wanneer dieren besmet worden die geen specifieke weerstand hebben opgebouwd tegen het kleineherkauwerspestvirus wordt ongeveer 90% van de dieren ziek en kan 50% tot 80% van de dieren sterven.
Symptomen:
- plotselinge hoge koorts
- algemene ziekteverschijnselen
  - rusteloosheid
  - dorre vacht
  - droge neus
  - minder trek in voer
- (etterige) uitvloeiing uit de neus
- wonden op neus, tong en bek
- diarree
- ademhalingsproblemen
- drachtige dieren kunnen aborteren

## Verspreiding
Pest bij kleine herkauwers werd voor het eerst omschreven in 1942 tijdens een uitbraak in de Ivoorkust. De ziekte is endemisch in Afrika, met name in de regio tussen de Sahara en de evenaar, het Arabisch Schiereiland (1993-1995), het Midden-Oosten (1993-1995) en India (1987). De grote uitbraak van 1993-1995 heeft ervoor gezorgd dat de ziekte endemisch is geworden in veel delen van het Midden-Oosten en het Arabisch Schiereiland. In 1987 mag dan wel de geregistreerde uitbraak in India hebben plaatsgevonden, maar men vermoedt dat er daar eerder uitbraken zijn geweest. De eerdere uitbraken zouden niet herkend zijn als pest bij kleine herkauwers, maar zouden zijn verward met runderpest.

## Bestrijding
In de Europese Unie worden schapen en geiten niet gevaccineerd tegen de ziekte, omdat dit verregaande gevolgen kan hebben voor de exportmogelijkheden. Om te voorkomen dat de pest zich in Europese Unie vestigt, is er een importverbod op dieren vatbaar voor de ziekte uit landen waar de ziekte heerst. Bij uitbraak van de ziekte in Europa worden alle besmette of verdachte dieren geruimd, waarna het bedrijf grondig ontsmet wordt. Om de ziekte in bedwang te houden tijdens een uitbraak is het mogelijk om gezonde dieren te vaccineren tegen het kleineherkauwerspestvirus. Verder worden er vervoersverboden van kracht en worden er beschermings- en toezichtsgebieden ingesteld om de verdere verspreiding van de ziekte te voorkomen, zoals we die ook gezien hebben tijdens de MKZ-uitbraken in Europa.
Bestrijding in gebieden waar de ziekte veel voorkomt, zou goed te doen zijn door het in quarantaine (10 dagen) houden van dieren uit besmette en verdachte gebieden, dit om te voorkomen dat het virus zich verspreidt in de lokale populatie dieren.